# Kapamaryllissläktet
För andra betydelser, se Amaryllis (olika betydelser).
Kapamaryllissläktet (Amaryllis), växtsläkte i familjen amaryllisväxter med två arter från Sydafrika. Det som på svenska heter amaryllis är förvirrande nog ett annat släkte – Hippeastrum.
Kapamaryllissläktet innehåller perenna örter med lökar. Bladen växer fram efter blomningen, avlånga, något smalare vid basen. Blomstjälk stadig, ej ihålig. Blommorna sitter fem till många i en flock som i knopp täcks helt av två fria högblad. Blompipen är kort.
Amaryllis var namnet på en skön gudinna som först omnämndes av greken Theokritos.

## Odling
Svårodlad i kruka. Plantera löken på tidigt våren i väldränerad jord. Krukorna skall inte vara för stora och det räcker med 3-5 cm mellan lök och krukkant. En tredjedel av löken skall sticka upp ovan jord.
Placera krukan ljust och svalt och vattna sparsamt tills bladen visar sig. Öka vattning och ge regelbundet näring. Under juli-augusti slutar man vattna och den placeras så varmt som möjligt, gärna 30°C. 
Under hösten vissnar bladen ner och blomningen kommer igång efter några veckor. Efter blomningen börjar bladen växa igen och växten måste ges en ljus och sval placering hela vintern, bladen får inte vissna förrän nästa sommar.
Kapamaryllis tycker inte om omplantering.

## Hybrider
Arten kapamaryllis har korsats med arter ur andra släkten och följande hybridsläkten har konstruerats:
- ×Amarygia Ciferri & Giacomini, 1950 (Amaryllis × Brunsvigia)
- ×Amarcrinum Coutts (Amaryllis × Crinum)
- ×Amaristes Hannibal (Amaryllis × Cybistetes)
- ×Amarine Sealy, 1968  (Amaryllis × Nerine)

## Synonymer
- Liliago Heister, 1755
- Lilionarcissus C. J. Trew, 1768
- Callicore Link, 1929
- Belladonna (Sweet ex Endlicher) Sweet ex W. H. Harvey, 1838 nom. illeg.